# Fritz Hausmann (Journalist)
Fritz Hausmann (* 1922 in Detmold; † 1998 in München) war ein deutscher Sportjournalist.

## Leben
Hausmann moderierte auf Bayern 1 viele Jahre die Sendung Heute im Stadion. Auf Bayern 3 war er für die Sendung Sport-Express tätig.
Hausmann war zudem von 1964 bis 1998 Sportchef des Bayerischen Rundfunks.
Sein Sohn ist der Journalist Peter Hausmann.